# カーテンDo!
カーテンDo!（カーテンドゥー！）は、かつて兵庫県神戸市中央区に本社を置いていたインテリア用品店。株式会社ジパングが運営していた。

## 沿革
- 1999年3月 神戸市西区にて創業
- 2000年7月 神戸市西区にカーテンDo! 1号店オープン
- 2003年7月 『株式会社ジパング』に組織変更
- 2006年7月 本社を神戸市中央区に移転
- 2015年11月 神戸地方裁判所において破産手続開始決定
- 2018年10月 法人格消滅

## 全国の店舗
近畿地方を中心に北海道から九州まで店舗があった。

### 北海道エリア
- 北海道 - 3店舗

### 東北エリア
- 福島県 - 1店舗

### 関東エリア
- 群馬県 - 1店舗

### 中部甲信越エリア
- 静岡県 - 1店舗
- 長野県 - 2店舗

### 関西エリア
- 滋賀県 - 1店舗
- 奈良県 - 2店舗
- 京都府 - 1店舗
- 大阪府 - 3店舗
- 和歌山県 - 1店舗
- 兵庫県 - 7店舗

### 中国・四国エリア
- 広島県 - 1店舗
- 岡山県 -1店舗
- 香川県 - 1店舗
- 愛媛県 - 1店舗

### 九州・沖縄エリア
- 福岡県 - 1店舗
- 大分県 - 2店舗
- 熊本県 - 1店舗

## テレビCM
- アラエル＆エラベル
業界で初めてカーテンの無料クリーニングを実施。（但し、自社商品のみ）